# Victor Boelens
Victor Boelens (1872-1955) est un architecte belge de la période Art nouveau qui fut actif à Bruxelles.

## Biographie
Victor Boelens était le frère aîné de l'architecte Alphonse Boelens (1877-1936), avec qui il travailla aux environs de 1900.
Tous deux se situaient à la limite de l'éclectisme et de l'Art nouveau géométrique.
Victor Boelens fut architecte de la Commune d'Uccle alors que son frère Alphonse était architecte communal d'Ixelles.

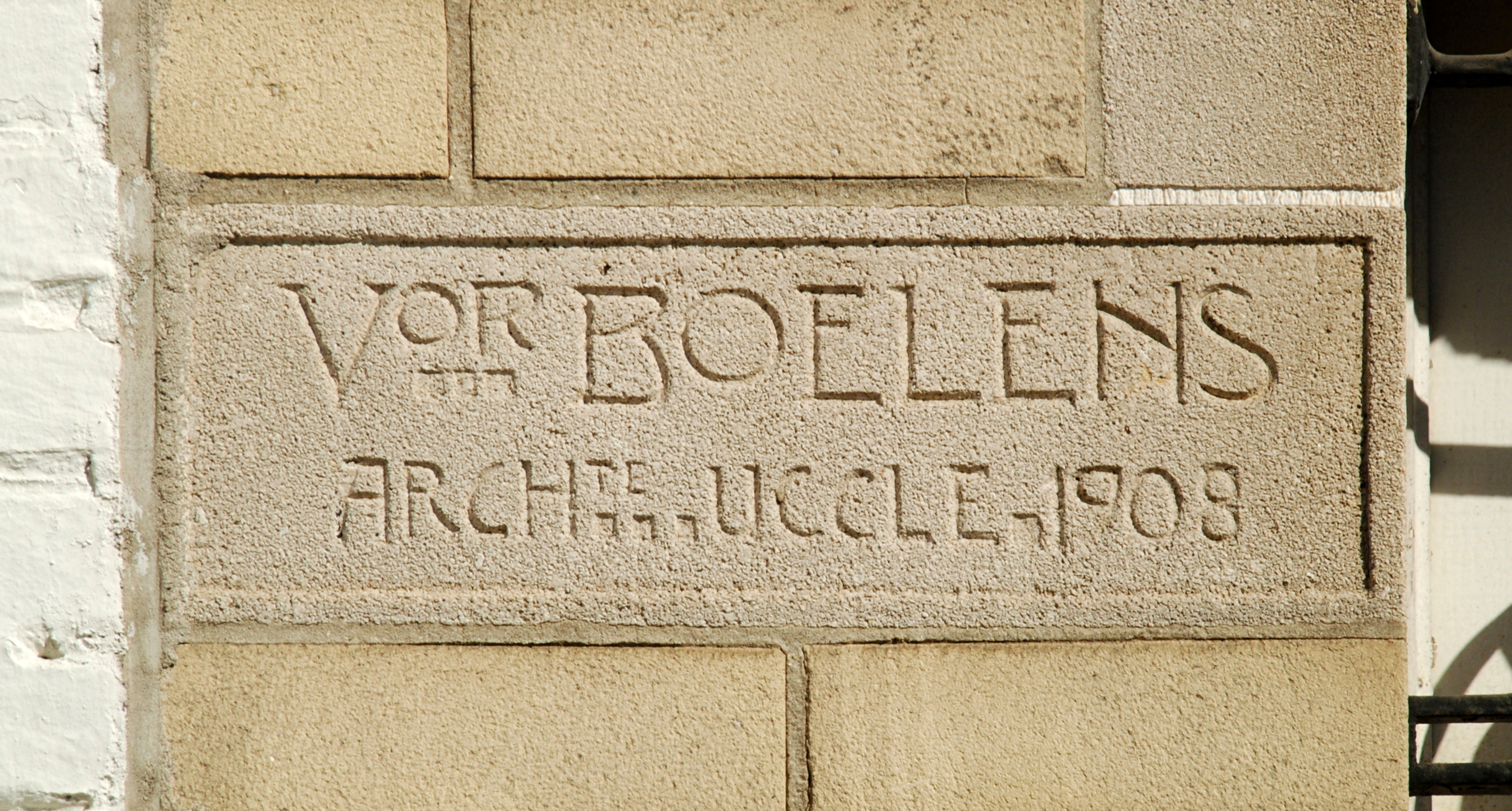
Signature de Victor Boelens.

## Immeubles de style «Art nouveau»
- 1903-1905 : avenue Molière, 153 (Art nouveau teinté d'éclectisme)
- 1905 : avenue du Parc, 21 (Art nouveau géométrique)
- 1906 (1909?) : rue Émile Bouilliot, 14
- 1907 : Rue Joseph Hazard 35 - 1180 Uccle [1]
- 1908 : avenue Brugmann, 400
- 1909 : avenue Brugmann, 461-463
- 1911 : Centrale électrique, rue Volta, 6a
- chaussée de Waterloo, 743-745

## Immeubles de style éclectique[2]
- 1900 : avenue Jef Lambeaux, 11 (Victor et Alphonse Boelens)
- 1903 : rue Peter Benoit, 7, 9-11, 13, propriété Louis Lenseclaes, avec ornements en sgraffite, au 9-11 : iris, pavots ; métrage : 3,05 m du 16 mars 1904, par Gabriel Van Dievoet[3].
- 1904 : avenue Brugmann, 535 [4] (immeuble éclectique à façade polychrome).
- 1904 : rue Philippe Baucq, 53-55-57-59
- 1906 : rue Peter Benoit, 17
- 1906 : avenue Jules Malou, 11 (éclectisme teinté d'Art nouveau)
- 1909 : rue de la Poste, 2-4
- 1912 : rue Père Devroye, 21
- 1913 : avenue Brugmann, 303 [5] (éclectisme et néo-baroque).
- avenue Brugmann, 168